# Kungsörs köping
Denna artikel handlar om den tidigare kommunen Kungsörs köping. För orten se Kungsör, för dagens kommun, se Kungsörs kommun.
Kungsörs köping var en tidigare kommun i Västmanlands län.

## Administrativ historik
1907 bildades Kungsörs köping genom utbrytning ur Kung Karls landskommun där Kungsörs municipalsamhälle inrättats 7 april 1904. 1971 uppgick köpingen i den nybildade Kungsörs kommun.
I kyrkligt hänseende hörde köpingen till Kung Karls församling.

## Kommunvapen
Blasonering: Sköld delad av blått, vari en krona av guld, och silver, vari en av vågskuror bildad blå bjälke, överlagd med en stolpvis ställd röd kavle. 
Vapnet, som fastställdes för köpingen 1941 syftar på en tolkning av ortnamnet som "konungarnas vadställe". Kronan avser tre konungar Karl. Efter kommunbildningen registrerades vapnet i PRV år 1974.

## Geografi
Kungsörs köping omfattade den 1 januari 1952 en areal av 8,75 km², varav 8,67 km² land.

### Tätorter i köpingen 1960
I Kungsörs köping fanns del av tätorten Kungsöra, som hade 4 458 invånare i köpingen den 1 november 1960. Tätortsgraden i köpingen var den 1 november 1960 99,3 procent.

## Politik

### Mandatfördelning i valen 1938-1966
| 16 | 3 | 3 | 3 |

| 22 |

| 3 | 16 | 3 | 3 |

| 21 | 4 |

| 5 | 14 | 4 | 2 |

| 18 | 7 |

|  | 17 | 5 | 2 |

| 19 | 6 |

| 2 | 19 | 6 | 3 |

| 23 | 7 |

| 2 | 18 | 7 | 3 |

| 25 | 5 |

|  | 19 |  | 7 | 2 |

| 23 | 7 |

| 3 | 15 | 2 | 7 | 3 |

| 22 | 8 |